# Claude Coffin
Claude Coffin est un chantre et compositeur français, actif à Paris durant le premier tiers du XVIIe siècle.

## Biographie
De sa vie on ne sait pas grand-chose hormis son office de chantre de la Chapelle de musique du roi. En 1625, un acte révèle cet office et son adresse rue de la Mortellerie.

Il a dû acquérir une certaine notoriété puisqu'en 1636 Marin Mersenne inclut une fugue de lui dans son Harmonie universelle, et loue la qualité de ses compositions : 

« ... les notes qui suivent font voir plus clairement ce que je viens de dire, et contiennent une fugue composée par le sieur Coffin, l'un des plus anciens et des meilleurs disciples de Du Caurroy. »

Cette mention nous apprend encore qu’il a été un des élèves d’Eustache Du Caurroy, contrapuntiste très habile travaillant pour la Chapelle du roi.

## Œuvres

### Les psaumes mis en musique

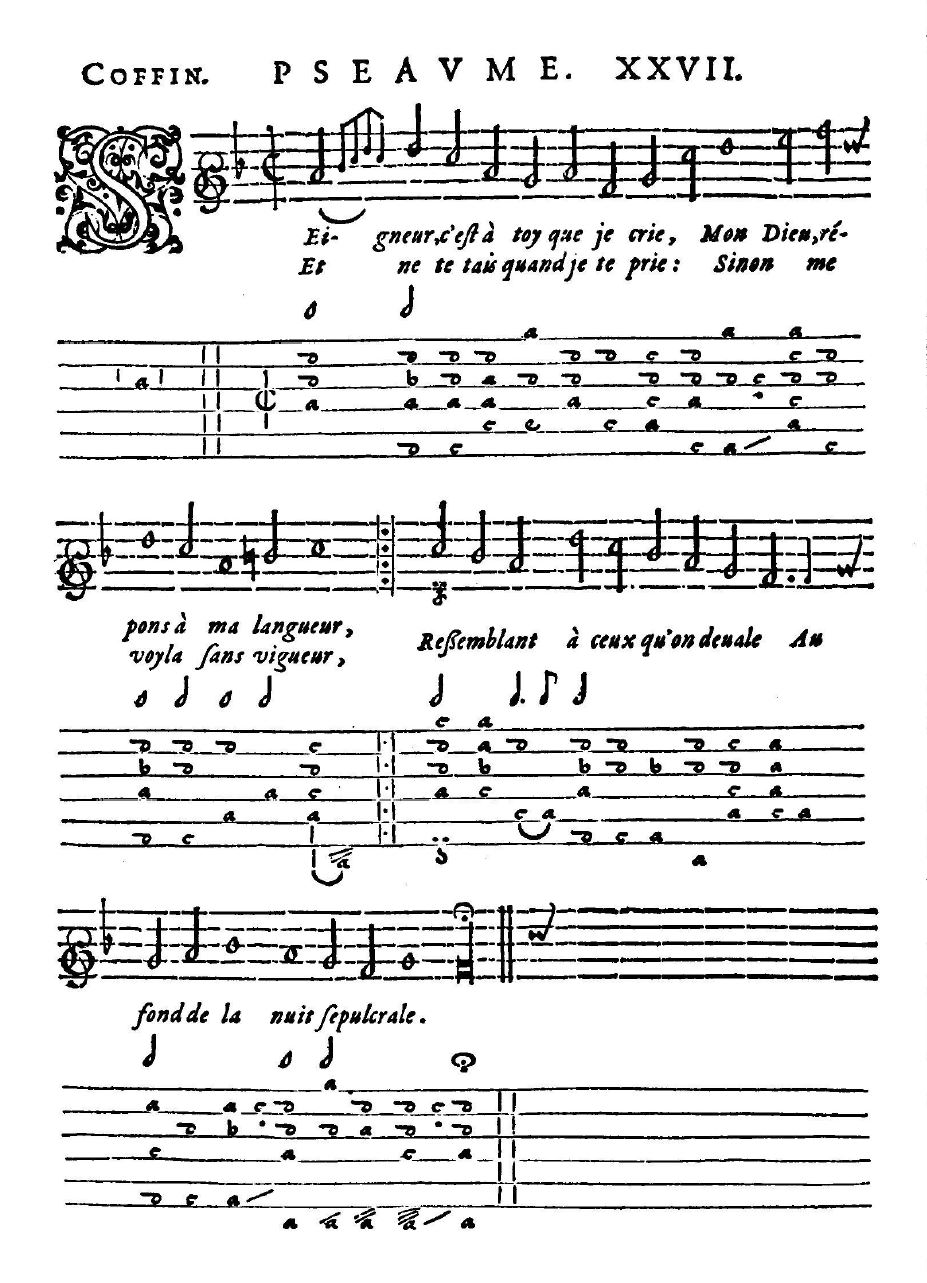
Le psaume XXVII de Desportes mis en musique pour voix et luth par Claude Coffin (1617)

À une date inconnue, Coffin publie chez Pierre I Ballard des Psalmes de David, à 3, 4 et 5 voixCes psaumes ont été très probablement écrits sur la traduction de Philippe Desportes ; les deux psaumes publiés pour voix et luth en 1617 (voir plus bas) faisaient probablement partie de ce corpus.

### Les airs de cour et les airs de ballet
On connaît de lui quelques pièces parus dans divers recueils :
- Deux airs et deux psaumes pour voix et luth dans le Septième livre des Airs de différents auteurs mis en tablature par eux-mêmes (Paris, Pierre I Ballard, 1617 : RISM 16178, Guillo 2003 n° 1617-A :
- Je suis amour le grand maistre des Dieux (aussi publié pour voix seule la même année : Guillo 2003 n° 1617-B)
- C’en est fait je ne croyray plus (idem)
- Seigneur, c’est à toy que je crie (Ps. XXVII traduit par Philippe Desportes)
- Heureux qui d’un soin pitoyables (Ps. XL, traduit par Philippe Desportes)

- Quatre airs pour voix et luth dans le Huitième livre de la même collection (Paris, Pierre I Ballard, 1618 : RISM 16189 et S 3419, Guillo 2003 n° 1618-A), tous les quatre republiés à voix seule l’année suivante (Guillo 2003 n° 1619-A) : 
- Je me meurs, je suis à la gesne
- En fin par le secours de ma raison
- Dieu que je fus heureux
- Les voyci de retour remplis d’amour

Deux airs extraits du Ballet des Indiens (Paris, 1621) publiés dans les Airs de cour de différents auteurs (Paris, Pierre I Ballard, 1621 : RISM 162113, Guillo 2003 n° 1621B) :
- Favoris des dieux et du jour, nous quittons l’indien séjour
- Six bergers viennent de Trasse suivant les pas et la trasse

- Une fugue à trois voix sur Vive le Roy, vive le Roy Louis figure dans le Livre cinquième de la composition de musique de l’Harmonie universelle en 1636.